# Самарское губернское телевидение
Телерадиокомпания «Губерния» — вещательная организация Самарской области. Действует в форме государственного бюджетного учреждения. Является сетевым партнёром телеканала ОТР (Ежедневно с 06:00 до 09:00 и с 17:00 до 19:00)

## О канале
Контент канала рассчитан на широкую аудиторию без упора на какой-либо пол, возраст и социальный статус: широкая линейка программ собственного производства, художественные и документальные фильмы, отечественные и зарубежные сериалы, тематические передачи о спорте, путешествиях, садоводстве, рыбалке, культуре.

### История
Телеканал «ГУБЕРНИЯ» создан в 2005 году при поддержке Правительства Самарской области. Фактически начал работу — вышел в первый эфир в 2006 году. В конце 2000-х годов канал вещал совместно с Пятым каналом в области, а с 7-го декабря 2010 канал — на основе самопрограммирования, кроме Самары, Тольятти и Сызрани где вещание осуществлялось до 1-го июня 2011 года совместно с каналом РИО / ДТВ (27, 33, 41 ТВК соответственно).

### Настоящее
Эфирное вещание осуществляется из 145 населённых пунктов области, что делает возможным приём в более 1000 населённых пунктах. Аудитория телеканала «Губерния» составляет 2 050 000 человек., или 2 860 300 чел. (90,24 %) с учётом кабельных сетей ТВ.
Эфирное вещание в Самаре возобновлено в сентябре 2011 года на канале Терра-Россия 2, 50 ТВК.
Кабельное вещание:
- в Самаре — Диван ТВ, Теленет, My box;
- в Тольятти — ВАЗ ТВ, КТВ, ТВ ЛИК;
- в Жигулёвске — Телеантенны;
- в Кинеле — Диван ТВ;
- в Новокуйбышевске — МИРС;
- в Чапаевске — Фотон.

С 2014 года радиостанция Губерния ведёт своё вещание в городах Самарской области.
В декабре 2015 года «Самарское губернское телевидение» приобрело у ОАО АвтоВАЗ, 80 % контрольного пакета акций тольяттинского холдинга ООО «Лада-медиа», в который входит одноименный оператор кабельного ТВ и интернет-провайдер, а также телеканал «ВАЗ ТВ».
С 29 ноября 2019 года программы «ТРК Губерния» выходят в эфире ОТР.

## Вещание

### Спутниковое
- Экспресс АМ6, 53E; 10974 МГц.